# Gaivina-preta

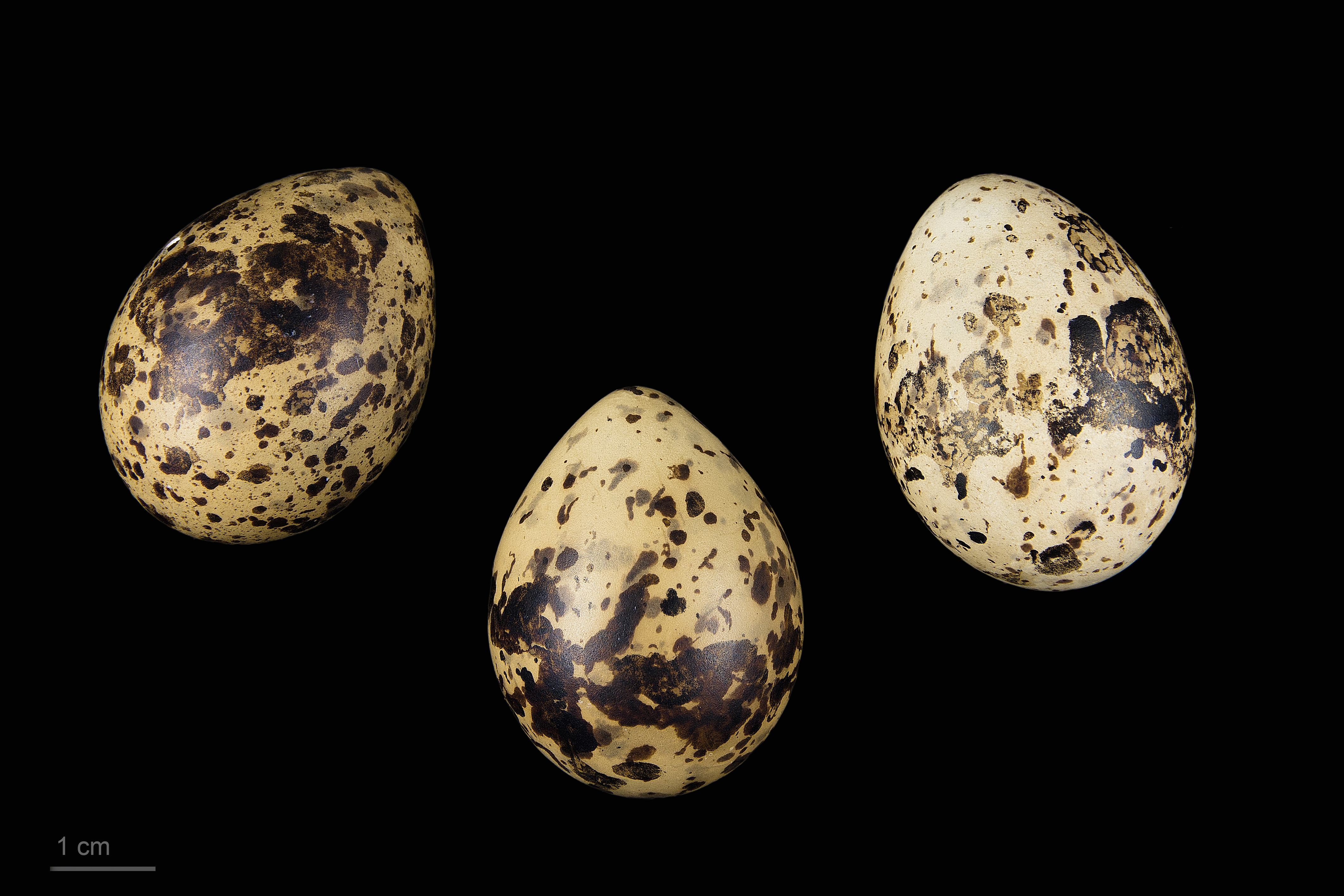
Chlidonias niger niger - MHNT

Gaivina-preta ou trinta-réis-preto (Chlidonias niger) é uma ave da família Laridae (antes Sternidae). Em plumagem nupcial caracteriza-se pelos tons escuros da sua plumagem, o que permite distingui-la dos restantes membros da sua família. Frequenta sobretudo pauis e zonas de água doce.
Esta espécie nidifica principalmente no leste da Europa e inverna na África tropical.
Em Portugal, a gaivina-preta ocorre principalmente durante as passagens migratórias.

## Subespécies
São reconhecidas 2 subespécies:
- C. n. niger - Eurásia
- C. n. surinamensis - América do Norte